# Biophytum cardonaei
Biophytum cardonaei là một loài thực vật có hoa trong họ Chua me đất. Loài này được Pittier mô tả khoa học đầu tiên năm 1947.